# Държавна служба по статистика (Украйна)
Държавната служба по статистика (на украински: Державна служба статистики) е националната организация в Украйна, отговаряща за събиране и разпространение на статистически данни.

## Структура
Структурата на Държавната статистическа служба включва:
- Главно управление „Статистика на предприемачите“
- Управление „Статистика на промишлеността“
- Управление „Статистика на инвестициите и строителството“
- Управление „Структурна статистика“
- Управление „Обобщена информация“
- Управление „Методология и планиране“
- Управление „Национални сметки“
- Управление „Статистически услуги и социални програми“
- Управление „Статистика на заетостта“
- Управление „Статистика на населението“
- Управление „Статистика на селското стопанство и околната среда“
- Управление „Статистика на търговията“
- Управление „Статистика на външната търговия“
- Управление „Статистика на финансите“
- Управление „Статистика на цените“
- Управление „Статистика на чужди страни и международно сътрудничество“
- Управление „Изследване на домакинския бюджет“
- Управление „Регионална статистика“
- Управление „Информация“